# Темпочув-Кольонія
Темпочув-Кольонія (пол. Tempoczów-Kolonia) — село в Польщі, у гміні Скальбмеж Казімерського повіту Свентокшиського воєводства.
Населення — 157 осіб (2011).
У 1975-1998 роках село належало до Келецького воєводства.

## Демографія
Демографічна структура на день 31 березня 2011 року:
|          | Загалом | Допрацездатний вік | Працездатний вік | Постпрацездатний вік |
| -------- | ------- | ------------------ | ---------------- | -------------------- |
| Чоловіки | 85      | 17                 | 53               | 15                   |
| Жінки    | 72      | 10                 | 36               | 26                   |
| Разом    | 157     | 27                 | 89               | 41                   |